# Мадона (Верчели)
Мадона је насеље у Италији у округу Верчели, региону Пијемонт.
Према процени из 2011. у насељу је живело 194 становника. Насеље се налази на надморској висини од 236 м.